# Ictiofauna
En ecología y en ciencias pesqueras, se llama ictiofauna al conjunto de especies de peces que existen en una determinada región biogeográfica. Así, se puede referirse, por ejemplo, "a la ictiofauna del Lago Niassa; por este constituir, por sí solo, una región o provincia biogeográfica. La ictiofauna de un entorno determinado depende de las condiciones ecológicas que en función del tiempo han condicionado la evolución, las migraciones y las extinciones. La actividad humana (construcción de canales, navegación marítima y fluvial, alteración del entorno...) puede modificar drásticamente la ictiofauna de un lugar concreto: la introducción de la perca del Nilo en el Lago Victoria, de los siluros en el Ebro, la colonización de fauna del Mar Rojo en el Mediterráneo oriental a través del Canal de Suez o las consecuencias de la liberación de salmones de piscifactoría sobre las poblaciones salvajes son algunos ejemplos de ellos.
por eso es ictofauna  